# Kladruby nad Labem
Pour les articles homonymes, voir Kladruby.
Kladruby nad Labem (en allemand : Kladrub an der Elbe) est une commune du district et de la région de Pardubice, en République tchèque. Sa population s'élevait à 689 habitants en 2024.

## Géographie
Kladruby nad Labem se trouve sur la rive droite de l'Elbe, à 6 km à l'ouest-nord-ouest de Přelouč, à 22 km à l'ouest de Pardubice et à 76 km à l'est de Prague.
La commune est limitée par Žiželice, Chlumec nad Cidlinou et Klamoš au nord, par Újezd u Přelouče, Strašov et Semín à l'est, par Řečany nad Labem et Trnávka au sud, et par Selmice, Hlavečník et Tetov à l'ouest.

## Histoire
La première mention écrite du village date de 1350.
Jusqu'à 1918, la ville faisait partie de l'Autriche-Hongrie, district de Pardubitz (Pardubice), en Bohême. Le timbre de 1903 montre les deux langues officielles utilisées depuis la fin du XIXe siècle.

## Haras
Le haras a été fondé par l'Empereur Rodolphe II en 1597. C'est l'un des plus anciens d'Europe.
Il compta jusqu'à 1 000 chevaux au XVIIe siècle. La plupart étaient des andalous et des napolitains. Le haras fut détruit pendant la guerre de Sept Ans. Il fut alors transféré à Kopcany avant de revenir à Kladub.
Élevage de lipizzan, on y élève des chevaux Kladruber qui furent très utilisés par la cour impériale de Vienne.
|  |  |

Le paysage d'élevage et de dressage de chevaux d'attelage cérémoniels à Kladruby nad Labem est inscrit sur la liste du patrimoine mondial de l'UNESCO le 6 juillet 2019.